# Клодий Кульциан
Клодий Кульциан (лат. Clodius Culcianus) — римский политический деятель начала IV века.
Кульциан с 303 года по 306 год находился на посту префекта Египта. Период его правления ознаменовался гонениями христиан («пролил <…> кровь множества христиан»). При Максимине II Дазе Кульциан занимал множество других государственных должностей и был другом императора. Однако, после поражения Максимина в гражданской войне с Лицинием и его смерти в 313 году, Кульциан был казнён.